# Björsäter-Yxnerums församling
Björsäter-Yxnerums församling var en församling i Linköpings stift inom Svenska kyrkan. Församlingen ingick i Åtvids pastorat och ligger i Åtvidabergs kommun i Östergötlands län.
Befolkningen i församlingen var 2006 998 invånare.

## Administrativ historik
Församlingen bildades den 1 januari 2006 genom sammanslagning av Björsäters församling och Yxnerums församling. 1 januari 2010 uppgick församlingen i Åtvids församling. Församlingen ingick i Åtvids pastorat.
Församlingskod var 056104.

## Kyrkor
- Björsäters kyrka
- Yxnerums kyrka